# Olympic Park Stadium
Olympic Park Stadium – wielofunkcyjny stadion, który znajdował się na Olympic Boulevard w Melbourne. Stadion został zbudowany na Igrzyska olimpijskie w 1956 roku. Stadion znajdował się w niewielkiej odległości od Meloburne Cricket Ground. Olympic Park jest obecnie rozebrany, a na jego miejscu powstanie nowy stadion, który będzie głównie stosowany do treningów przez Collingwood Football Club. Michael Jackson wykonał tutaj koncert 13 listopada 1987 roku w ramach trasy koncertowej Bad World Tour.